# Daïra de Sidi Amar
La daïra de Sidi Amar est une daïra d'Algérie située dans la wilaya de Tipaza et dont le chef-lieu est la ville éponyme de Sidi Amar.

## Localisation
La daïra est située au centre et au sud de la wilaya de Tipaza.

## Communes de la daïra
La daïra est composée de trois communes : Sidi Amar, Nador et Menaceur.